# Laeospira orientalis
Laeospira orientalis är en ringmaskart som först beskrevs av Pillai 1960.  Laeospira orientalis ingår i släktet Laeospira och familjen Serpulidae. Inga underarter finns listade i Catalogue of Life.